# Hannah Rose Henry
Hannah Rose Henry, mais conhecida como Hannah Henry (n. 1999) é uma triatleta canadense, medalhista nos Jogos Pan-Americanos.